# 海兵隊大学校 (アメリカ合衆国)
海兵隊大学校（Marine Corps War College、略称: MCWAR）は、アメリカ海兵隊の参謀学校。海兵隊大学の一部。